# 哈萊姆線
哈萊姆線（英語：Harlem Line）是大都会北方铁路运营的一条鐵路线，南起纽约市曼哈顿大中央車站，北至達奇斯縣阿米尼亚镇沃赛克村；全長132公里。